# Awake ~LinQ Dai 2 Gakushō~
Albums de LinQ
Love in Qushu ~LinQ Dai 1 Gakushō~
(18 avril 2012) Frontier ~LinQ Dai 3 Gakushō~
(25 novembre 2016)
Singles
1. Calorie Nante
Sortie : 9 novembre 2011
2. Chime ga Owareba
Sortie : 17 avril 2013
3. Hanabi!!
Sortie : 7 août 2013
4. Colorful Days
Sortie : 22 janvier 2014

Awake ~LinQ Dai 2 Gakushō~ (AWAKE～LinQ第二楽章～) est le deuxième album studio du groupe d'idoles féminin japonais LinQ et son premier dit « major » sorti en mars 2014.

## Détails de l'album
Bien qu'un premier album soit déjà sorti deux ans auparavant sous un autre label, intitulé Love in Qushu ~LinQ Dai 1 Gakushō~, le deuxième album est considéré comme le premier album « major » du groupe d'idoles.
Il sort le 26 mars 2014 en édition régulière (CD seulement) et deux limitées (CD avec un DVD en supplément) sur le label Warner Music Japan.
Le CD contient au total 12 titres dont quelques nouveaux, la plupart écrits par H(eichi) et produits par ce dernier, dont les singles du groupe sortis auparavant : Carolie Nante (en novembre 2011 ; ne figurant pas sur le précédent album par sa chanson face B en revanche), Chime ga Owareba (en avril 2013), Hanabi!! (en août 2013) et plus récemment Colorful Days (en janvier 2014). Les éditions limitées sont accompagnées d’un DVD bonus incluant des vidéos des chansons dont la plupart issues des derniers singles, interprétées pendant les concerts du groupe Chikappa Zenkoku Tour 2013 ~Arata na Chōsen no Hajimari~ et Team LinQ Shūrai!! ~Inori wo Komete~ qui se sont déroulés quelques mois auparavant.
Il s'agit du premier album sous la direction de Natsu Amano, membre de la 1re génération, nommée leader quelques mois auparavant, succédant la première leader et membre de la 1re génération Asami Uehara, diplômée du groupe en février 2013.

## Numéro de catalogue
- Édition régulière : WPCL-11743
- Édition limitée A : WPZL-30809/10
- Édition limitée B : WPZL-30911/2

## Listes des titres
| 1.  | Chime ga Owareba (チャイムが終われば)               | 6e single |  |
| 2.  | Fukuoka Suito (フクオカ好いとぉ)                    |           |  |
| 3.  | Garnet                                              |           |  |
| 4.  | Wake up                                             |           |  |
| 5.  | Colorful Days (カラフルデイズ) (Hakata Track)       | 8e single |  |
| 6.  | Motto Motto Itsuka Kitto (もっともっといつかきっと) |           |  |
| 7.  | Ame ni Nuretemo (雨にぬれても)                      |           |  |
| 8.  | Friend                                              |           |  |
| 9.  | Egao ni LinQ (笑顔にLinQ)                           |           |  |
| 10. | Calorie Nante (カロリーなんて)                      | 2e single |  |
| 11. | HANABI!!                                            | 7e single |  |
| 12. | Mirai Nikki (未来日記)                              |           |  |

- Chikappa Zenkoku Tour 2013 ~Arata na Chousen no Hajimari~ (ちかっぱ全国ツアー2013 ～新たな挑戦の始まり～)

| 1.  | Making Movie in Fukuoka                                                     |                                          |  |
| 2.  | for you                                                                     | face B du 1er single                     |  |
| 3.  | Calorie Nante (カロリーなんて)                                              | 2e single                                |  |
| 4.  | Dance Number                                                                |                                          |  |
| 5.  | Shiawase no Energy (シアワセのエナジー)                                     | co-face A du 4e single                   |  |
| 6.  | Calorie Nante (カロリーなんて)                                              | interprétée seulement à Osaka et Nagoya  |  |
| 7.  | Colorful Days (カラフルデイズ)                                              | 8e single                                |  |
| 8.  | Egao ni LinQ (笑顔にLinQ)                                                   |                                          |  |
| 9.  | No Lady, No Life                                                            | face B du 8e single                      |  |
| 10. | Chocolate Kiss                                                              | face B du 8e single                      |  |
| 11. | Lemon Tea (レモンティー)                                                    | face B du 8e single                      |  |
| 12. | Shining Star -remix-                                                        | chanson du premier album ; version remix |  |
| 13. | Chime ga Owareba (チャイムが終われば)                                       | 6e single                                |  |
| 14. | Matsuri no Yoru ~Kimi wo Suki ni Natta Hi~ (祭りの夜～君を好きになった日～) | co-face A du 4e single                   |  |
| 15. | Fukuoka Suito (フクオカ好いとぉ)                                            |                                          |  |

- Team LinQ Shūrai!! ~Inori wo Komete~ (Team LinQ 襲来!! ～祈りを込めて～)

| 1.  | Making Movie                                                                | tournage                                                    |  |
| 2.  | Shining Star                                                                | chanson du premier album ; version remix                    |  |
| 3.  | Shiawase no Energy (シアワセのエナジー)                                     | co-face A du 4e single                                      |  |
| 4.  | Wake up                                                                     |                                                             |  |
| 5.  | Hajimemashite (ハジメマシテ)                                                | 1er single                                                  |  |
| 6.  | Let’s feel together                                                         | chanson du premier album ; version remix                    |  |
| 7.  | Sakura Kajitsu (さくら果実)                                                 | co-face A du 3e single                                      |  |
| 8.  | Lie                                                                         | face B du 6e single                                         |  |
| 9.  | Te wo Tsunaide (手をつないで)                                               |                                                             |  |
| 10. | Egao ni LinQ (笑顔にLinQ)                                                   |                                                             |  |
| 11. | LaLaLa ~Lady version~                                                       | face B du 7e single ; interprétée par l'équipe Lady de LinQ |  |
| 12. | LaLaLa ~Qty version~                                                        | face B du 7e single ; interprétée par l'équipe Qty de LinQ  |  |
| 13. | Hanabii!!                                                                   | 7e single                                                   |  |
| 14. | Matsuri no Yoru ~Kimi wo Suki ni Natta Hi~ (祭りの夜～君を好きになった日～) | co-face A du 4e single                                      |  |